# Municipio de Brooklyn (Dakota del Sur)
El municipio de Brooklyn (en inglés: Brooklyn Township) es un municipio ubicado en el condado de Lincoln en el estado estadounidense de Dakota del Sur. En el año 2010 tenía una población de 237 habitantes y una densidad poblacional de 2,55 personas por km².

## Geografía
El municipio de Brooklyn se encuentra ubicado en las coordenadas 43°7′39″N 96°51′47″O / 43.12750, -96.86306. Según la Oficina del Censo de los Estados Unidos, el municipio tiene una superficie total de 93.07 km², de la cual 92,99 km² corresponden a tierra firme y (0,08 %) 0,08 km² es agua.

## Demografía
Según el censo de 2010, había 237 personas residiendo en el municipio de Brooklyn. La densidad de población era de 2,55 hab./km². De los 237 habitantes, el municipio de Brooklyn estaba compuesto por el 98,73 % blancos y el 1,27 % eran de una mezcla de razas. Del total de la población el 1,27 % eran hispanos o latinos de cualquier raza.